# بادیا پولزینه
بادیا پولزینه (به ایتالیایی: Badia Polesine) یک کومونه در ایتالیا است که در استان روویگو واقع شده‌است. بادیا پولزینه ۴۴٫۵ کیلومتر مربع مساحت و ۱۰٬۸۷۸ نفر جمعیت دارد و ۱۱ متر بالاتر از سطح دریا واقع شده‌است.